# Gunde Svan
Gunde Svan   (Vansbro, 12 de gener de 1962) és un esquiador de fons i pilot automobilístic suec, ja retirat, que va destacar a la dècada del 1980 en l'esport de l'esquí. Es casà amb la també esquiadora Marie Johansson.

## Carrera esportiva

### Esquí de fons
Va participar en els Jocs Olímpics d'Hivern de 1984 realitzats a Sarajevo (Iugoslàvia), on aconseguí guanyar quatre medalles en les quatre modalitats disputades. Així, aconseguí la medalla d'or en els 15 km i en els relleus 4x10 quilòmetres, la medalla de plata en els 50 km i la medalla de bronze en els 30 quilòmetres. En els Jocs Olímpics d'Hivern de 1988 realitzats a Calgary (Canadà) aconseguí guanyar la medalla d'or en les proves dels 50 km i de relleus 4x10 quilòmetres, finalitzant així mateix desè en els 30 km i tretzè en els 15 quilòmetres.
En el Campionat del Món d'esquí nòrdic aconseguí guanyar, al llarg de la seva carrera, set medalles d'or (15 km: 1989; 30 km i relleus 4x10 km: 1985 i 1991; 50 km: 1985 i 1989; i relleus 4x10 km: 1987); tres medalles de plata (15 km, 50 km i relleus 4x10 km (totes el 1991)); i una medalla de bronze (relleus 4x10 km: 1985).

### Pilot de Ral·lis
En retirar-se de la competició de l'esquí de fons es dedicà a la competició de rallycross, un tipus de ral·li que combina la superfície d'asfalt i de terra molt tradicional als països nòrdics. En aquesta disciplina aconseguí la victòria en el Campionat de Suècia i el tercer lloc en una prova del Campionat Europeu d'aquesta especialitat el 1995.